# Ta cùng Sherlock Holmes
Ta cùng Sherlock Holmes (tiếng Nga: Мы с Шерлоком Холмсом; Mư xơ Siếc-la-câm Khôm-sâm) là một phim hoạt họa trinh thám có phần khôi hài do Vladimir Popov đạo diễn, xuất bản năm 1985 tại Moskva.

## Nội dung
Dựa theo hồi ức của lão chó đốm Tom, truyện phim xuôi theo hành trình tố giác tội phạm của nhà thám tử lừng danh Sherlock Holmes nhằm phá âm mưu cướp két bạc của hai tên bợm Bé Bự và Đuôi Xanh.

## Kĩ thuật
| Đạo diễn     | Vladimir Popov |
| Biên kịch    | Vitaly Zlotnikov |
| Thiết kế     | Arkady Sher, Igor Oleynikov |
| Điều hành    | Kabul Rasulov |
| Âm nhạc      | Yevgeny Krylatov |
| Âm thanh     | Boris Filchikov |
| Hoạt họa     | Elvira Maslova, Marina Rogova, Natalya Bogomolova, Vladimir Vyshegorodtsev, Aleksandr Dorogov, Yury Kuzyurin                                                                                                |
| Phó đạo diễn | Z. Plekhanova |
| Hiệu ứng     | Natalya Stepantseva |
| Hiệu đính    | Raisa Frichinskaya |
| Giám chế     | Lyubov Butyrina |
| Lồng tiếng   | Andrey Mironov — Chó Tom (cộng sự Holmes) Vasily Livanov — Sherlock Holmes Lev Durov — Bé Bự (bợm lùn) Vyacheslav Nevinny — Đuôi Xanh (cá sấu) Svetlana Kharlap — Cún láng giềng Lyudmila Gnilova — Chủ Cún |

## Hậu trường
Nhân vật cá sấu Đuôi Xanh thi thoảng diễn ca thi phẩm Bụi (Dust) của tác gia Rudyard Kipling: "Một hai một hai ta đi khắp châu Phi; Ngày đêm ngày đêm khắp châu Phi đường dài; Bụi bụi bụi bụi từ bước chân chiến sĩ" (День ночь день ночь мы идём по Африке; День ночь день ночь всё по той же Африке; День ночь день ночь от шагающих сапог).